# Золото Рио Браво: Тайна шерифа Келли
«Золото Рио Браво: Тайна шерифа Келли» (англ. Gold of Rio Bravo: Sheriff Kelly's Story) — американский художественный фильм-вестерн, продюсером и исполнителем одной из ролей в котором является Александр Невский. Заключительная часть трилогии, в которую входят картины «Нападение на Рио Браво» и «Затерянные в Рио Браво». Премьера состоялась 16 января 2025 года.

## Сюжет
Шериф Вернон Келли и Иван Турчанинов наводят порядок в небольших городках, расположенных на границе с Мексикой. Одна из схваток с бандитами вынуждает Келли раскрыть Турчанинову давнюю тайну о золоте Конфедерации, исчезнувшем во времена Гражданской войны в США.

## В ролях
- Джо Корнет — Вернон Келли
- Александр Невский — Иван Турчанинов

## Производство и премьера
Александр Невский анонсировал «Золото Рио Браво: Тайна шерифа Келли» в мае 2023 года. Известно, что он снова сыграет главную роль, что режиссёром фильма станет Джо Корнет, а сценарий напишет Крэйг Хаманн. В июле того же года Невский перенёс съёмки на осень или зиму из-за забастовки актёров и сценаристов.